# Павлов, Николай Иванович
Никола́й Ива́нович Па́влов (17 декабря 1914 — 18 марта 1990) — руководящий сотрудник НКВД СССР, организатор опытно-конструкторских работ при создании ядерных боеприпасов, генерал-лейтенант.

## Биография
Родился 17 декабря 1914 в Москве в семье рабочего.
В 1929 году, окончив школу-семилетку, пошёл работать слесарем на завод «Реммаштрест».
В 1931—1936 годах учился в Плехановском институте народного хозяйства, в 1936—1938 годах — в аспирантуре института.
В августе 1938 году мобилизован в органы НКВД СССР. Служил в Управлении НКВД по Московской области, с 1939 года — начальник 3-го отдела экономического управления там же. С августа 1940 года — в центральном аппарате НКВД СССР — временно исполняющий должность заместителя, с декабря 1940 — заместитель начальника 3-го отдела Главного экономического управления НКВД СССР. С февраля 1941 года — начальник контрольно-инспекторской группы НКВД СССР.
С мая 1943 года — начальник Управления НКВД СССР по Саратовской области. В 1945 году, в возрасте тридцать одного года, Павлов стал генерал-майором — в то время самым молодым генералом в СССР.
В 1946 году Николая Ивановича привлекают к работе в советском «атомном проекте» (с марта 1946 года начинает работать в аппарате Уполномоченных Совета Министров СССР). Курировал работу Лаборатории № 2, которую возглавлял И. В. Курчатов. Один из 6-ти человек, присутствовавших при пуске первого в стране атомного реактора в декабре 1946 года.
С 1949 года — заместитель начальника Первого главного управления (ПГУ), с 1950 года — первый заместитель начальника ПГУ.
С 1955 по 1964 год — начальник Главного управления опытных конструкций (ГУОК) Министерства среднего машиностроения (ныне — Департамент разработки и испытаний ядерных боеприпасов и военных энергетических установок Госкорпорации «Росатом»).
Генерал-лейтенант.
В 1964 году, после смерти Николая Леонидовича Духова, был назначен директором КБ-25 (ныне — Всероссийский НИИ автоматики имени Н. Л. Духова).
В 1987 году Павлов Н. И. ушёл на пенсию. Умер 18 марта 1990 года. Похоронен на Троекуровском кладбище города Москвы, участок 2.

## Специальные и воинские звания
- лейтенант государственной безопасности (3.01.1939),
- старший лейтенант государственной безопасности (9.05.1940),
- капитан государственной безопасности (1.11.1941),
- подполковник государственной безопасности (11.02.1943),
- полковник государственной безопасности (12.05.1943),
- комиссар государственной безопасности (3.04.1944),
- генерал-майор (9.07.1945),
- генерал-лейтенант (22.02.1963).

## Награды
- Сталинская премия (1951)
- Герой Социалистического Труда (1956)
- Ленинская премия (1962)

Кавалер трёх орденов Ленина, Октябрьской Революции, Отечественной войны 1-й и 2-й степеней, Трудового Красного Знамени, трех орденов Красной Звезды, ордена «Знак Почёта».

## Память
Мемориальная доска во Всероссийском НИИ автоматики им. Н. Л. Духова работы скульптора Александра Ноздрина (2017).

## Адреса в Москве
- ул. Поварская, д. 29